# Kurganski Awtobusny Sawod
Koordinaten: 55° 25′ 49″ N, 65° 16′ 9″ O

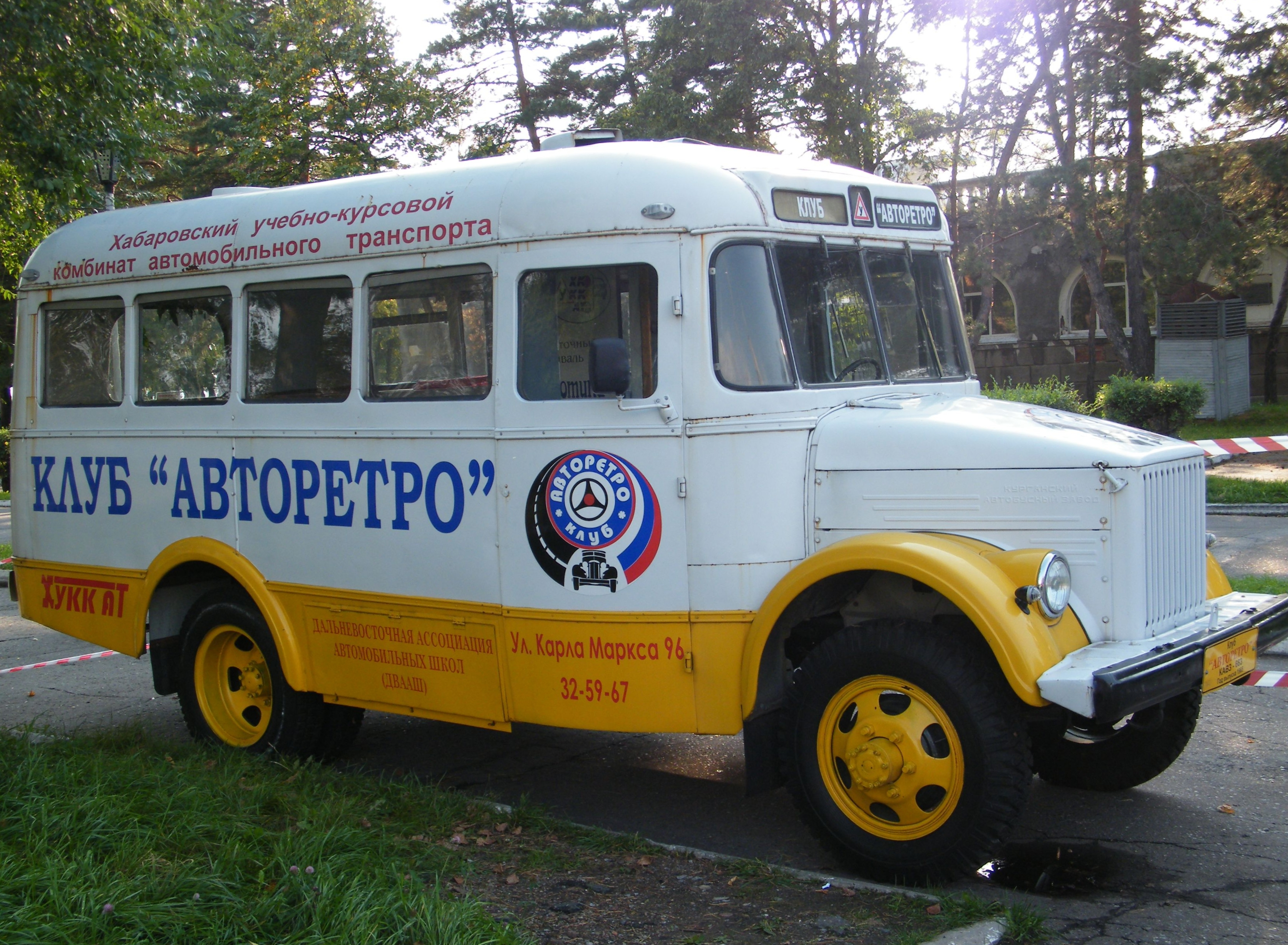
Ein KAwZ-663, die Allradversion des KAwZ-651, dem ersten Bus des Unternehmens

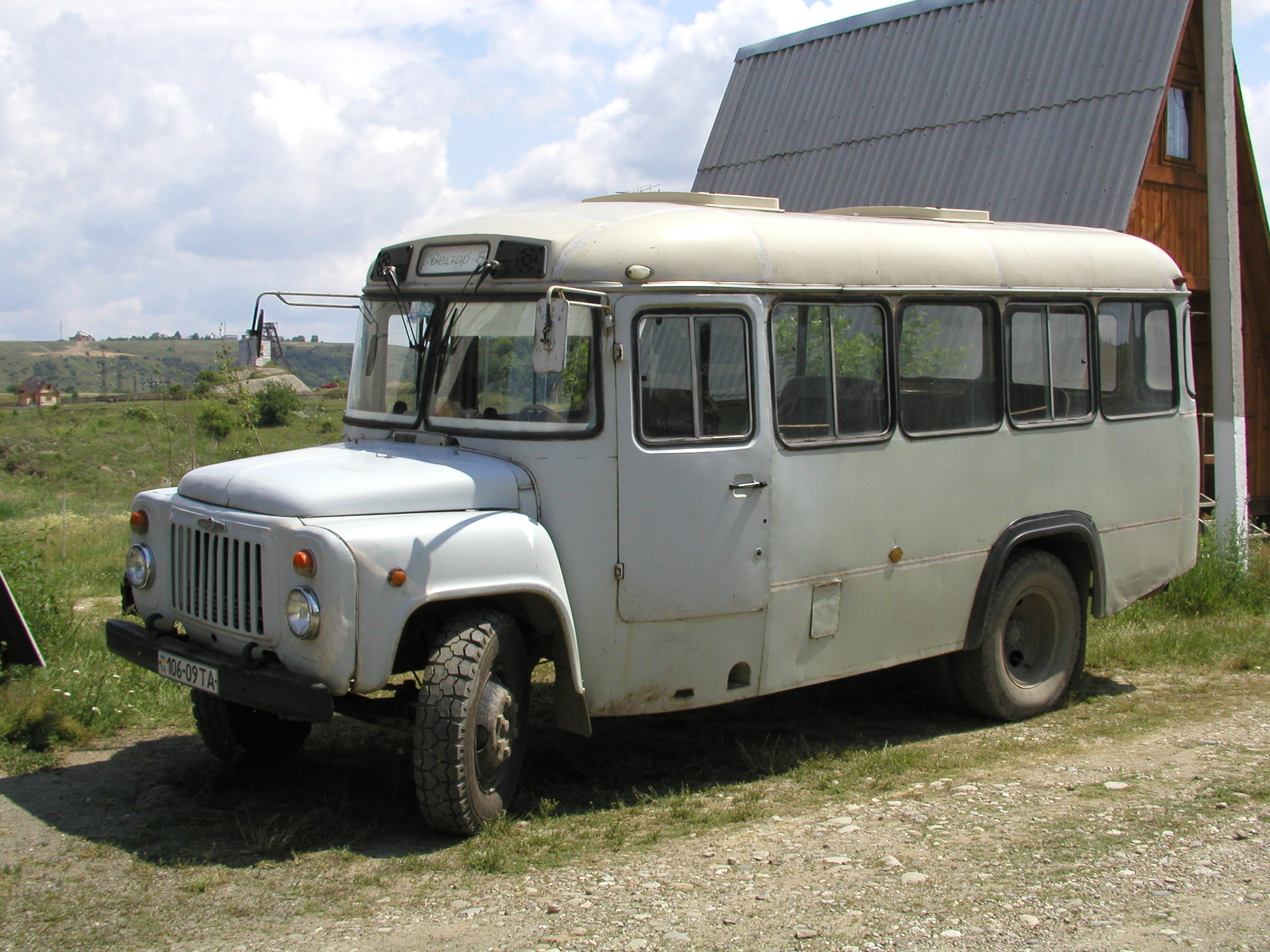
Ein KAwZ-3270 (2002)

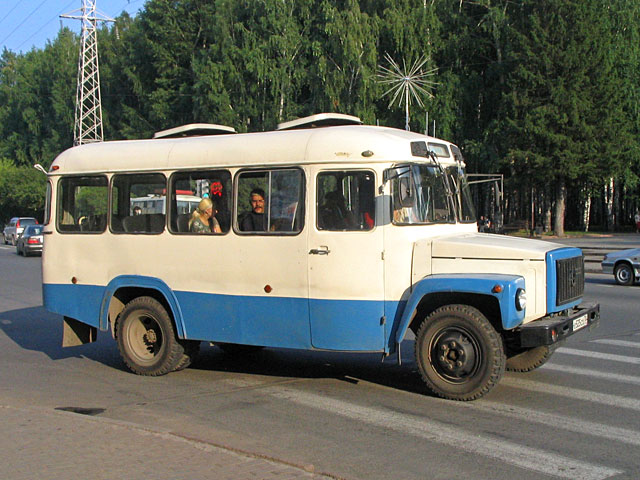
Ein KAwZ-3976 (2006)

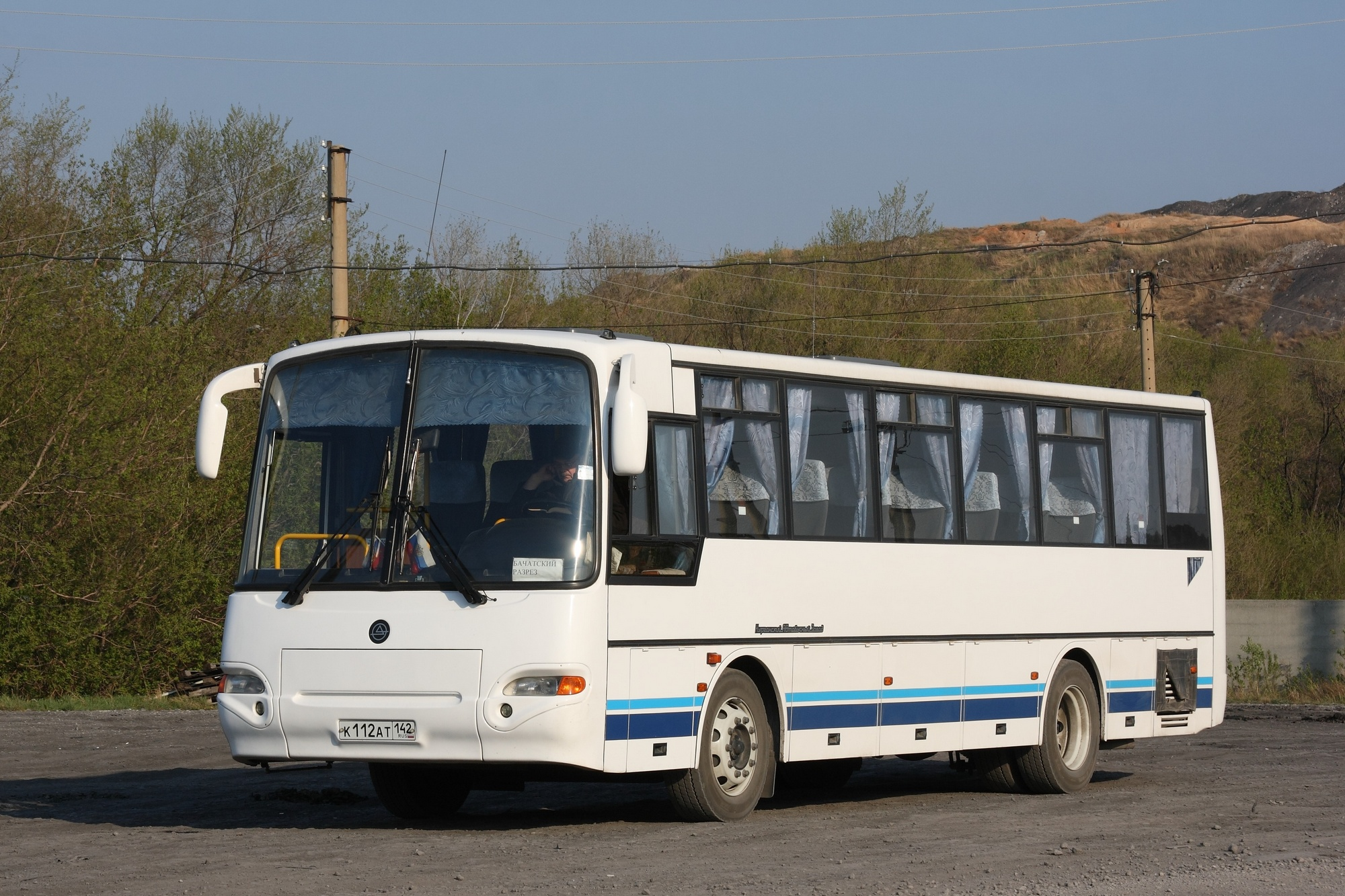
Ein KAwZ-4238 (2014)

Das Kurganski Awtobusny Sawod (russisch Курга́нский авто́бусный заво́д, abgekürzt mit KAwZ (russisch КАвЗ), auf Deutsch Kurganer Buswerk, wissenschaftlich Kurganskij Avtobusnyj Zavod) ist ein russischer Omnibushersteller, der in Kurgan beheimatet ist. Eine neuere Eigenschreibweise des Herstellers lautet KAWZ.

## Geschichte
Als offizielles Gründungsdatum des Werks wird der 14. Januar 1958 angegeben. Ab diesem Zeitpunkt begann die Fertigung des KAwZ-651, die bis 1961 komplett aus dem Pawlowski Awtobusny Sawod (PAZ) nach Kurgan verlegt wurde. Dabei fertigte KAwZ nicht den gesamten Bus, das Fahrgestell und der Antriebsstrang kamen als Zulieferteile von GAZ. Gleichzeitig wurde das Werk ausgebaut, verschiedene Produktionsbereiche wurden bis 1967 ergänzt. Bis 1963 stieg die Fertigungskapazität auf 5000 Fahrzeuge pro Jahr und 1967 wurde der 50.000. Bus gebaut.
In den Jahren 1971 bis 1973 stellte das Werk seine Fertigung vollständig auf ein neues Modell um, den KAwZ-685. Dieser wurde mit kleinen Veränderungen 22 Jahre lang bis 1993 gebaut. Ab 1981 arbeitet die Fabrik zusätzlich an Prototypen für größere Fahrzeuge. Nach mehreren Dutzend Exemplaren wurde das Projekt jedoch fallen gelassen.
Ab 1993 fertigte das Unternehmen neben anderen Typen vor allem den KAwZ-3976. Auch dieser beruhte, wie der erste Bus von KAwZ, auf zugelieferter Lkw-Technik von GAZ. Ebenfalls in den frühen 1990er-Jahren baute KAwZ für russische Städte Busse des ungarischen Herstellers Ikarus in Lizenz, insbesondere die Typen Ikarus 260 und Ikarus 280. Die Kooperation wurde jedoch schon nach zehn Fahrzeugen abgebrochen.
Wie andere Hersteller auch litt das Werk aufgrund der wirtschaftlichen Situation in Russland nach dem Zerfall der Sowjetunion an starken Auftragsmangel. Mehrere neue Konstruktionen wurden entwickelt, unter anderem auf Basis des Lastwagens ZIL-5301, die jedoch alle keine große Verbreitung erfuhren. Im Juni 1997 wurde ein Verfahren vor einem Insolvenzgericht vorläufig ausgesetzt, 1998 wurde das Verfahren geschlossen, das Werk produzierte weiter.  2001 stand das Kurganski Awtobusny Sawod, das immer noch über Kapazitäten zur Fertigung von 20.000 Bussen pro Jahr verfügte, erneut kurz vor dem Bankrott. Im gleichen Jahr trat das Unternehmen der RusPromAwto bei, einem Vorläuferunternehmen der GAZ-Gruppe. Etwa in dieser Zeit übernimmt das Unternehmen von PAZ die Fertigung des nun als KAwZ-4320 benannten Busses.
2002 bzw. 2003 begann das Werk Schulbusse zu fertigen. Durch staatliche Förderung und den Fakt, dass die Fahrzeuge damals neuste nationale Normen erfüllten, konnte das Kurganski Awtobusny Sawod auf diesem Gebiet Erfolge verbuchen. Bereits 2003 wurden etwa 1000 Fahrzeuge gefertigt.
Heute fertigt das Unternehmen lediglich zwei unterschiedliche Busse in einigen unterschiedlichen Ausführungen. Mit Überführung der RusPromAwto in die GAZ-Gruppe 2005 gehört auch KAwZ diesem Unternehmensverband an.

## Modellübersicht

### Aktuelle Modelle
- KAwZ-4238 Aurora (seit 2006)
- KAwZ-4235 Aurora (seit 2008)

### Historische Modelle
- KAwZ-651 (1958–1973)
- KAwZ-663 (1966–1975)
- KAwZ-685 (1971–1986)
- KAwZ-3100 (1976)
- KAwZ-49471 (1981–1985)
- KAwZ-4959 (1985)
- KAwZ-3270 (1986–1991)
- KAwZ-3271 (1991–1993)
- KAwZ-3275 (1991–1998)
- KAwZ-3976 (1992–2008)
- KAwZ-4229 (1998)
- KAwZ-4224 (1998–2003)
- KAwZ-3244 (1996–2006)
- KAwZ-39766 (2002–2008)
- KAwZ-4239 (2008–2014)